# Seenotrettungsstation Nordstrand
Die Seenotrettungsstation Nordstrand ist seit 1964 ein Stützpunkt der Deutschen Gesellschaft zur Rettung Schiffbrüchiger (DGzRS) an der Nordsee in Schleswig-Holstein. Auf der Halbinsel Nordstrand hat die Gesellschaft im Hafen von Strucklahnungshörn einen Seenotrettungskreuzer stationiert, der von einer fest angestellten Besatzung geführt wird.

## Aktuelle Rettungseinheit
Seit 2009 liegt im Fährhafen von Strucklahnungshörn der Seenotkreuzer EISWETTE. Er ist das erste und damit das Typschiff der neu geschaffenen 20-Meter-Klasse  von der Fassmer-Werft in Berne, die für die Küstengebiete der Nord- und Ostsee entwickelt worden sind. Durch die Netzspantenbauweise sind sie äußert stabil und der geschlossene Decksaufbau wirkt als Selbstaufrichter. Ein Dieselmotor mit 1675 PS (1232 kW) vermittelt eine Höchstgeschwindigkeit von 22 Knoten (ca. 40 km/h) und gestattet mit dem Schleppsystem von 5 Tonnen Nenntragfähigkeit das Ab- bzw. Freischleppen auch von größeren Schiffen. Für Flachwassereinsätze führt der Kreuzer in einer Heckwanne ein Tochterboot mit, das als Festrumpfschlauchboot mit Jetantrieb bis zu 30 Knoten schnell ist.

## Besatzung und Zusammenarbeit

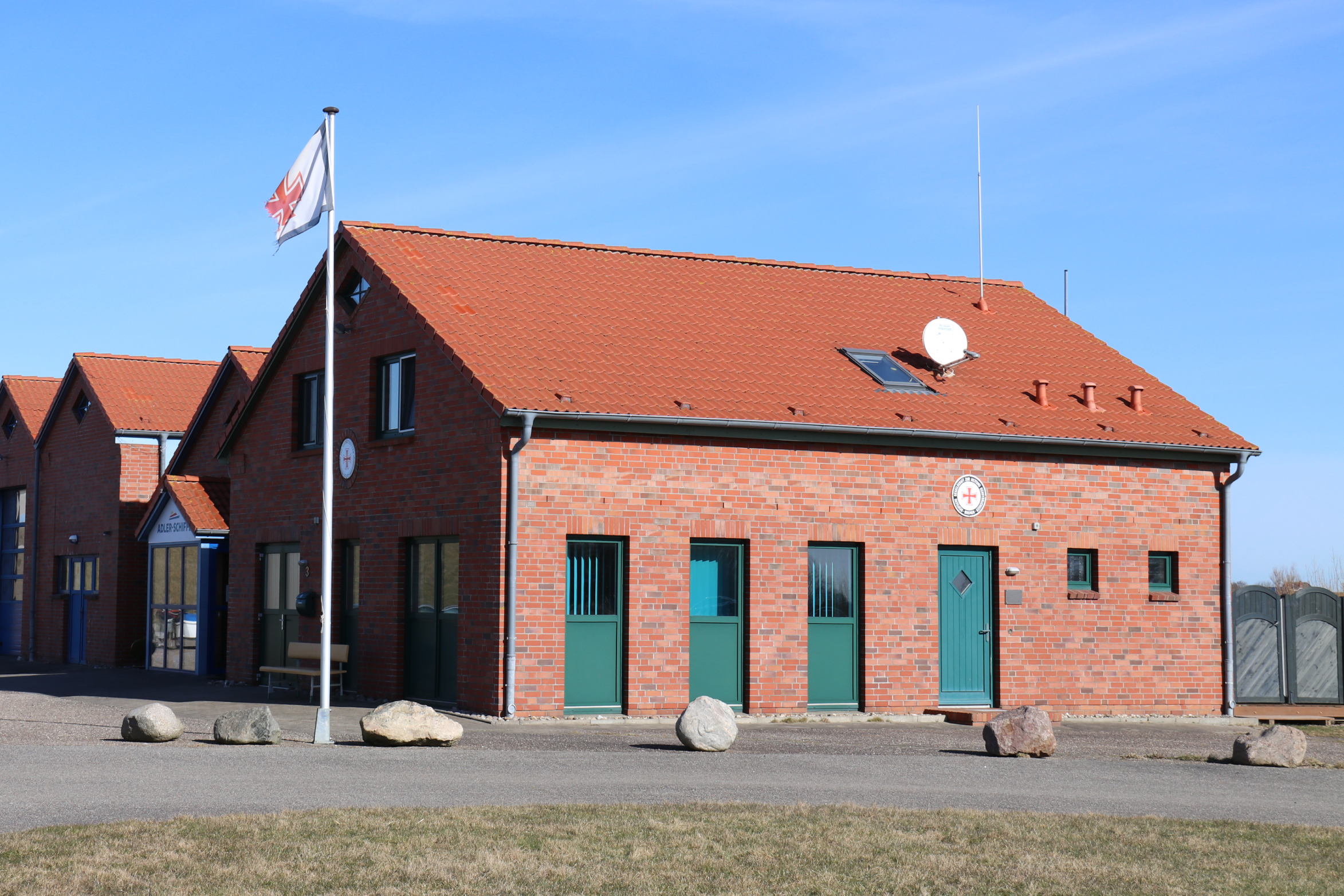
Stationsgebäude Nordstrand

Insgesamt stehen sieben hauptamtliche Seenotretter zur Verfügung, die von Freiwilligen bei Bedarf verstärkt werden. Im Unterschied zu den größeren Einheiten der DGzRS lebt die 3-köpfige Crew nicht auf dem Kreuzer, sondern im Stationsgebäude hinter dem Deich am Hafen. Während der 14-tägigen Bereitschaft hört sie permanent den Schiffsfunk mit, um im Notfall sofort den Seenotkreuzer zu besetzen und auslaufen zu können. Die Alarmierung erfolgt ansonsten durch die Zentrale der DGzRS in Bremen, wo die Seenotleitung Bremen (MRCC Bremen) permanent alle Alarmierungswege für die Seenotrettung überwacht.
Bei größeren Rettungs- oder Suchaktionen erfolgt eine gegenseitige Unterstützung durch die benachbarte Station:
- Kreuzer der Seenotrettungsstation Amrum

## Einsatzgebiet
Das Revier der Seenotretter ist der Nationalpark Schleswig-Holsteinisches Wattenmeer zwischen dem nordfriesischen Festland und den vorgelagerten Inseln und Halligen. Der Schiffsverkehr besteht hauptsächlich aus den regelmäßig verkehrenden Inselfähren, Ausflugsschiffen, Fischkuttern und privaten Segel- und Motorbooten. Das stark von den Gezeiten geprägte Gebiet ist von Fahrrinnen durchzogen und fällt teilweise trocken. Durch die gefährlichen Untiefen und widrigen Strömungsverhältnisse können die Schiffe leicht an den Flachstellen festkommen. Neben dem Freischleppen von Schiffen erfordern Surfer, gekenterte Segler oder Wattwanderer Einsätze der Seenotretter.

## Geschichte
Mit Gründung der Station auf Nordstrand verlegte die DGzRS für fünf Jahre ein älteres Motorrettungsboot zum Hafen Strucklahnungshörn. Danach kam für 10 Jahre die HINDENBURG (IV) zu ihrem letzten Einsatz bei der DGzRS, die jetzt in Kiel als Museumsboot liegt. Zwischenzeitlich lag im Jahr 1972 das neu gebaute 12-Meter-Seenotrettungsboot SIEGFRIED BOYSEN zur Erprobung am Anleger im Hafen. Ab 1979 wurden Seenotrettungskreuzer von anderen Stationen nach Nordstrand verlegt, bis der aktuelle Neubaukreuzer zur Halbinsel kam.

## Stationierte Rettungseinheiten
| Stationierung von Motorrettungsbooten    |                 |          |                   |                            |              |                 |                         |
| Zeitraum                                 | Schiffsname     | Reg.-Nr. | Länge oder Klasse | Anz. Motoren ges. Leistung | max. Geschw. | vorige Station  | Verlegung bzw. Verbleib |
| 1964 → 1969                              | HORUMERSIEL     | KRD 429  | 10-m-Serie        | 1 → 60 PS                  | 8,0 kn       | von Maasholm    | → Horumersiel           |
| 1969 → 1979                              | HINDENBURG (IV) | KRA 101  | 17,5 Meter        | 2 → 300 PS                 | 10,5 kn      | von List        | ausgemustert            |
| Stationierung von Seenotrettungskreuzern |                 |          |                   |                            |              |                 |                         |
| 1979 → 1996                              | H.-J. KRATSCHKE | KRS 03   | 19-m-Klasse       | 1 → 830 PS                 | 18 kn        | von List        | → Eiderdamm             |
| 1996 → 2008                              | VORMANN LEISS   | KRS 17   | 23,3-Meter-Klasse | 2 → 1.944 PS               | 20 kn        | von Bremerhaven | → Amrum                 |
| seit 2008                                | EISWETTE (II)   | SK 30    | 20-Meter-Klasse   | 1 → 1.675 PS               | 22 kn        | Neubau          | auf Station             |

Quellen: 

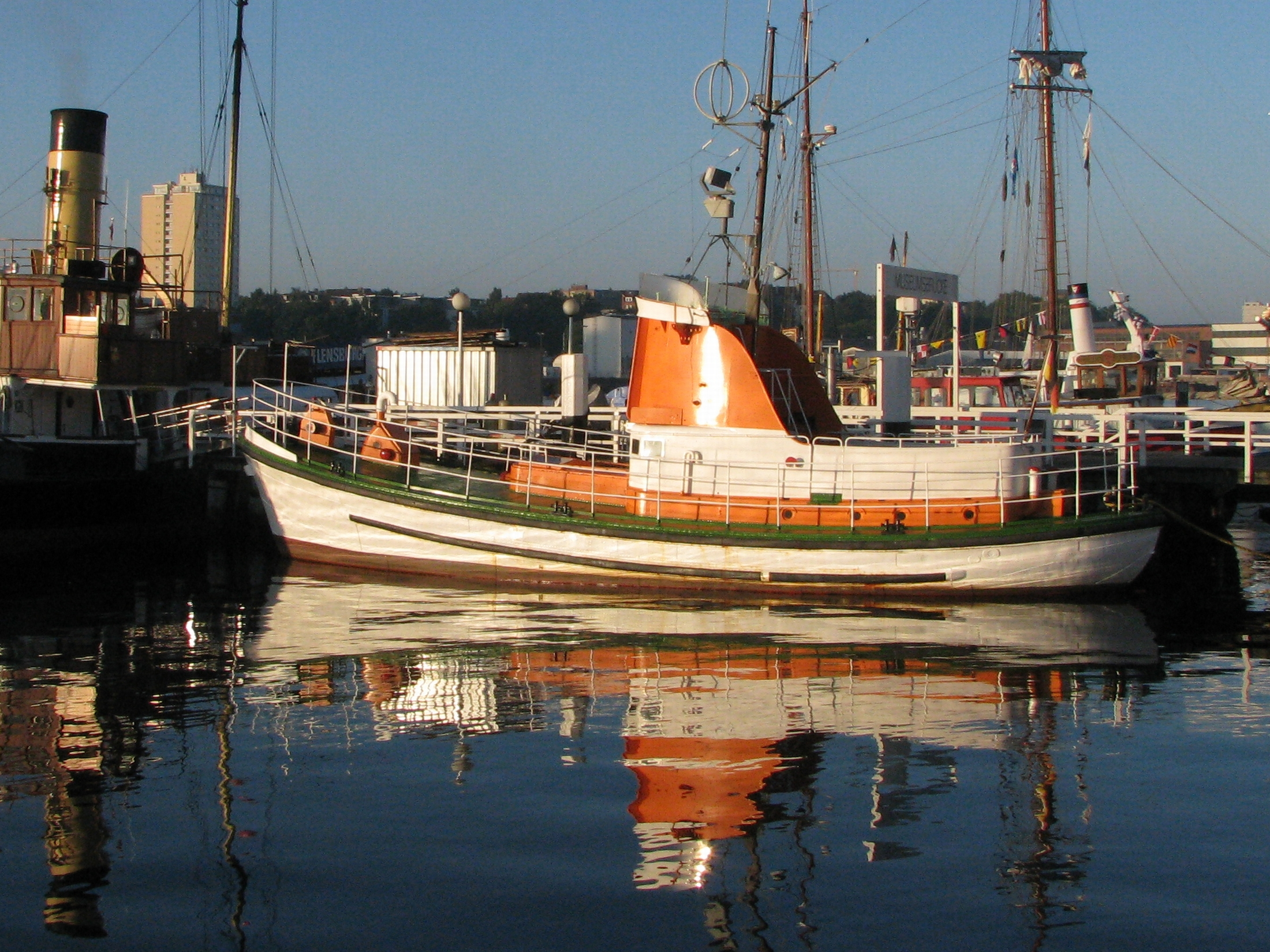
HINDENBURG (IV)
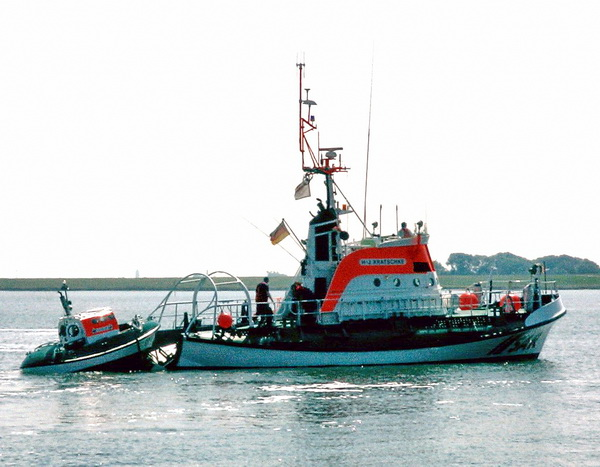
H.-J. KRATSCHKE
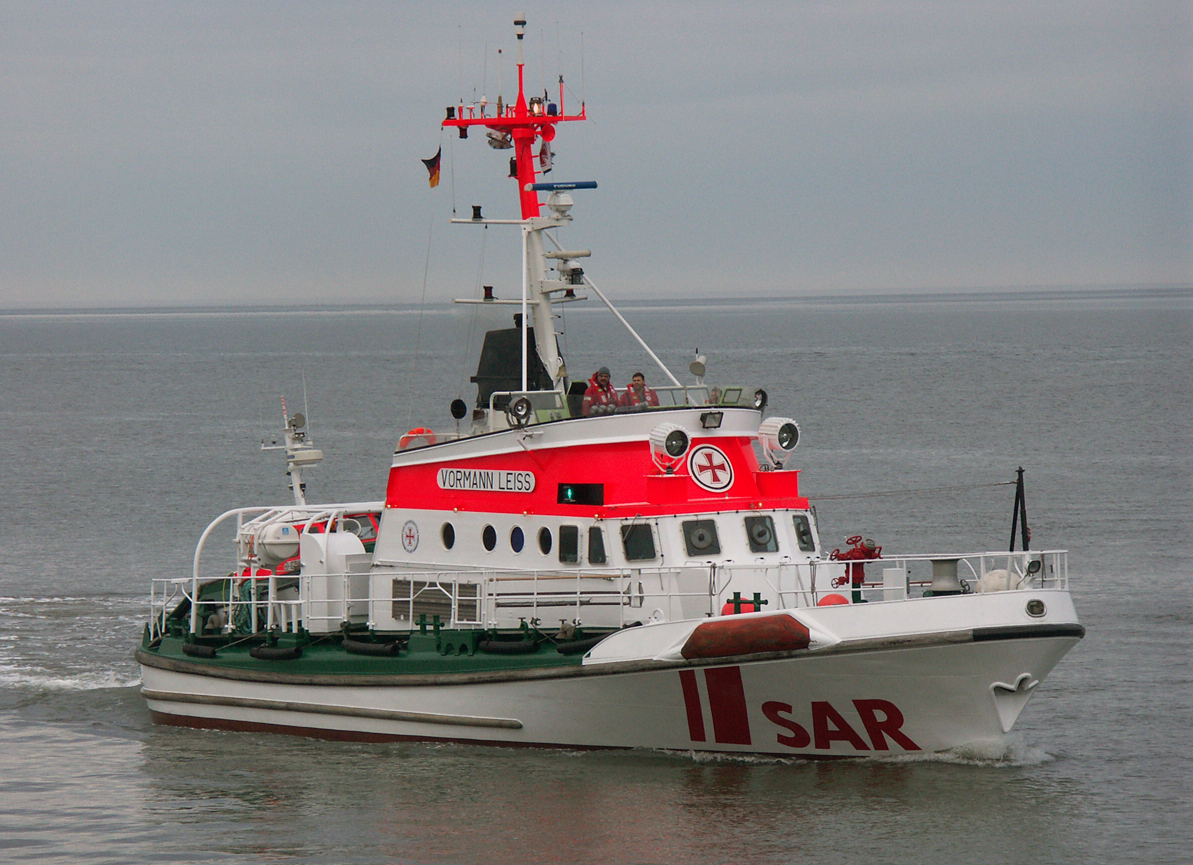
VORMANN LEISS